# Ołeksandr Barwinski
Ołeksandr Barwinski, Aleksander Barwiński (ukr. Олександр Барвінський, ur. 6 czerwca 1847 w Szlachcińcach, zm. 25 grudnia 1926 we Lwowie) – ukraiński polityk, pedagog, historyk, działacz społeczny, tłumacz sądowy. Poseł do Sejmu Krajowego Galicji i Reichsratu, także członek Izby Panów (w 1917). Przewodniczący Towarzystwa Naukowego im. Szewczenki (1892–1897). Działacz Towarzystwa „Proswita”, członek Towarzystwa Historycznego we Lwowie.

## Życiorys
Urodził się w rodzinie księdza greckokatolickiego Hryhorija Barwinskiego, herbu Jastrzębiec oraz jego żony Dominiki, córki księdza greckokatolickiego Dmytra Biłynskiego.
Od 1868 pracował lako nauczyciel w c. k. gimnazjach w Brzeżanach i Tarnopolu, od 1888 był profesorem państwowego seminarium nauczycielskiego we Lwowie.
Tłumacz sądowy z języka rosyjskiego przy c. k. Sądzie Obwodowym w Tarnopolu (m.in. w latach 1884, 1888).
W latach 1891–1907 poseł do parlamentu austriackiego (w 1901 został wybrany w IV kurii (gmin wiejskich) w okręgu wyborczym Brody), w latach 1893–1904 poseł do Sejmu Krajowego Galicji. W latach 1893–1918 członek Rady Szkolnej Krajowej.
Był posłem Ukraińskiej Rady Narodowej ZURL jako członek austriackiej Izby Panów.
W lipcu 1909 uczestniczył w pogrzebie Kazimierza Badeniego w Busku, przemawiając po rusku, chwaląc i wyliczając zasługi zmarłego dla rozwoju kulturalnego i ekonomicznego ruskiego narodu w Galicji.
Pochowany na cmentarzu Łyczakowskim.